# Бельджирате
Бельджирате (італ. Belgirate, п'єм. Belgirà) — муніципалітет в Італії, у регіоні П'ємонт,  провінція Вербано-Кузіо-Оссола.
Бельджирате розташоване на відстані близько 540 км на північний захід від Рима, 110 км на північний схід від Турина, 12 км на південь від Вербанії.
Населення — 541 особа (2014).
Покровитель — Purificazione di Maria Vergine.

## Демографія
Населення за роками:

Станом на 1 січня 2023 року в муніципалітеті офіційно проживав 51 іноземець з 19 країн, серед них 9 громадян країн Євросоюзу та 3 громадяни України.

## Галерея

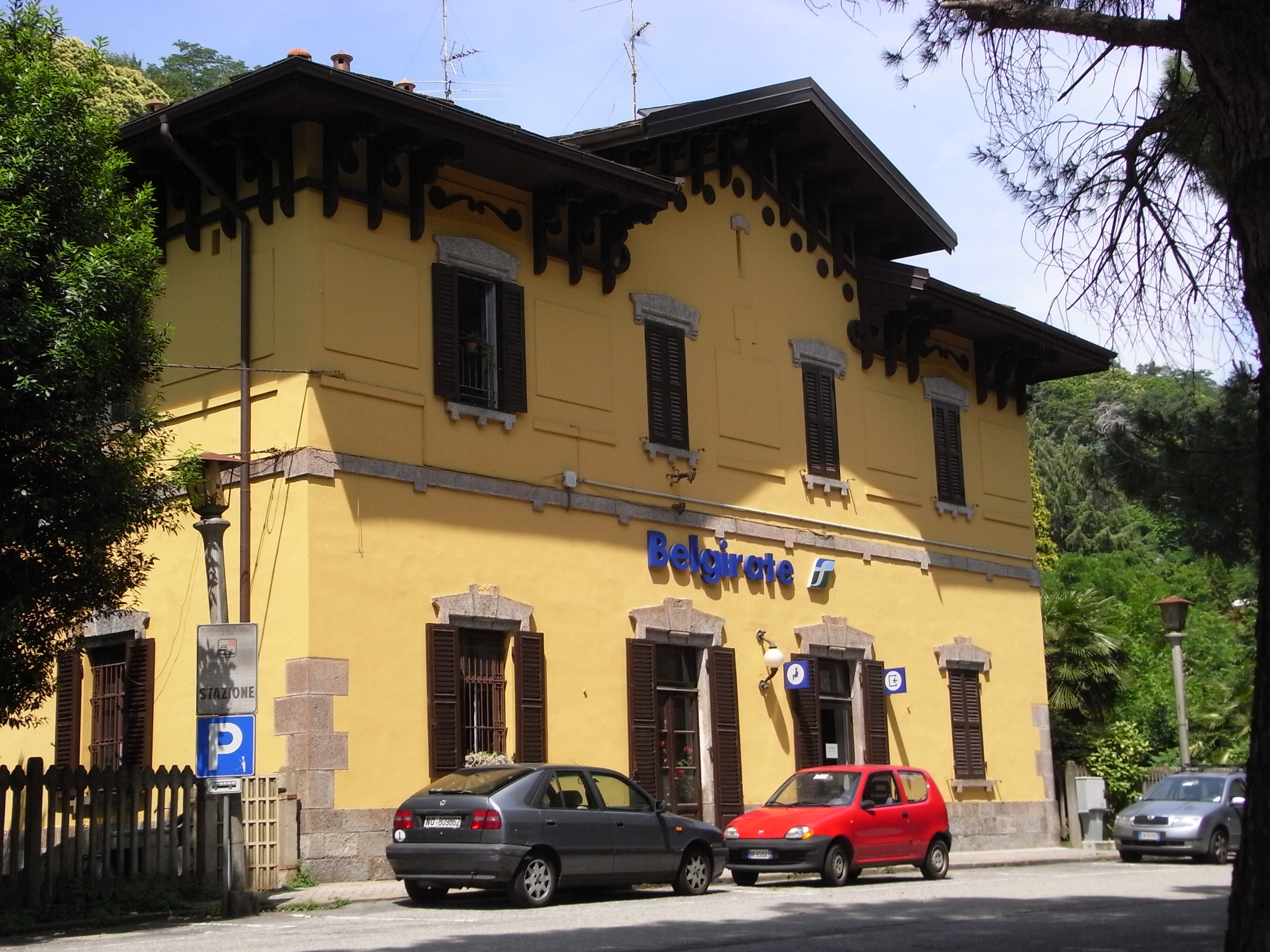
Залізнична станція Бельджирате
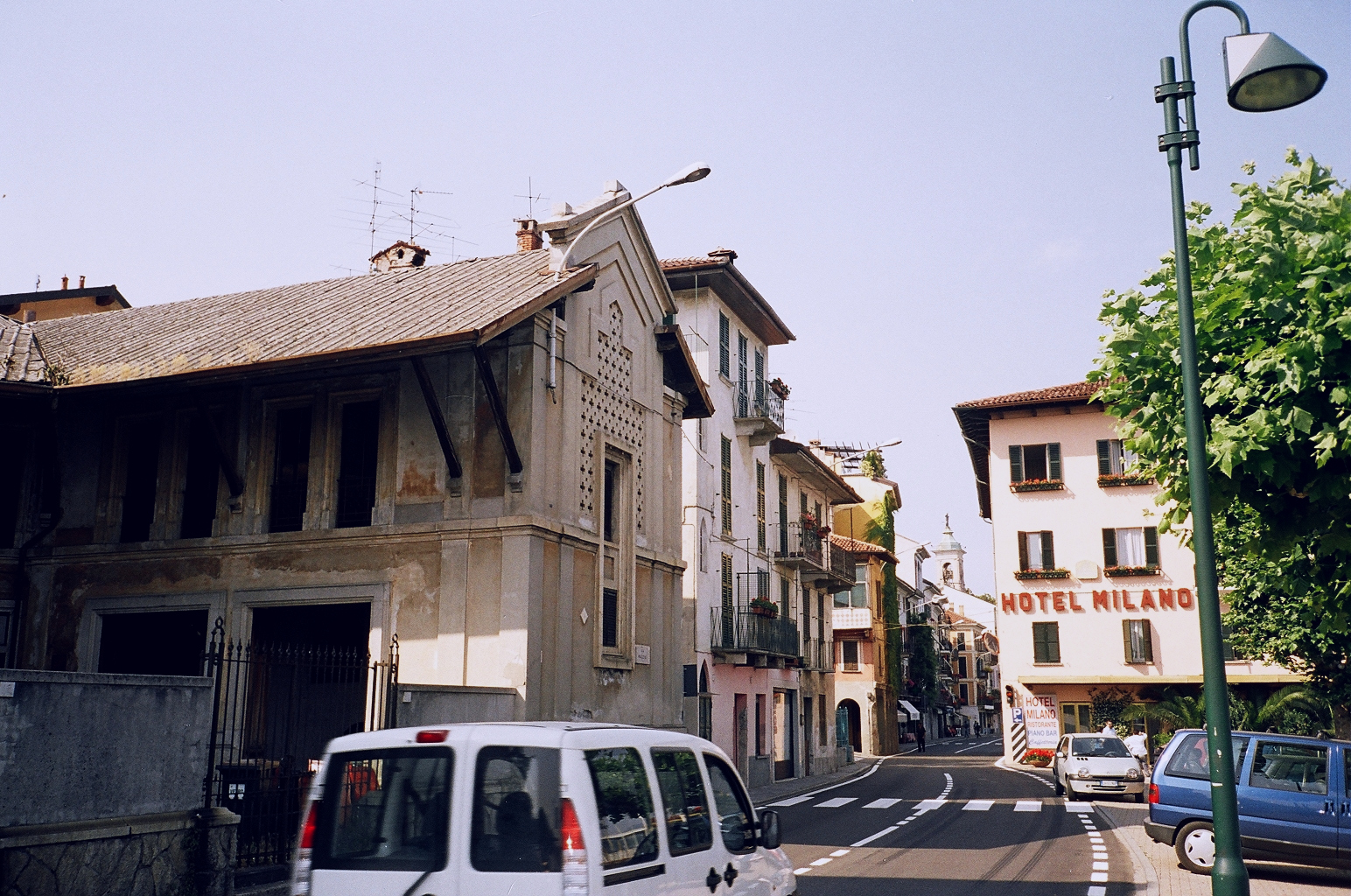
Бельджирате

## Сусідні муніципалітети
- Безоццо
- Бреббія
- Іспра
- Леджуно
- Леза
- Монвалле
- Стреза